# Zgornje Selce
Zgornje Selce – wieś w Słowenii, w gminie Šentjur. W 2018 roku liczyła 89 mieszkańców.